# Cary-Hiroyuki Tagawa
Pour les articles homonymes, voir Tagawa (homonymie).
Cary-Hiroyuki Tagawa (田川 洋行, Tagawa Hiroyuki, né le 27 septembre 1950 à Tokyo, Japon) est un acteur nippo-américain.

## Biographie
Fils d'une actrice de Tokyo et d'un père militaire nippo-américain, il a vécu en Caroline du Nord, en Louisiane et au Texas. Il a étudié à l'université de Californie du Sud.
Cary-Hiroyuki Tagawa se fait connaître avec son rôle d'eunuque dans Le Dernier Empereur en 1987. Deux ans plus tard, il tourne aux côtés de Timothy Dalton dans Permis de tuer de John Glen. En 1991, il endosse le personnage de Yoshida, chef des Yakuza dans le film Dans les griffes du Dragon rouge avec Dolph Lundgren, l'année suivante, il tient un petit rôle dans Sans rémission, sur la mafia mexicaine, où il refuse de participer au meurtre du chef mexicain. Il tient une première fois le rôle de Shang Tsung dans le film Mortal Kombat de Paul W. S. Anderson. Plus récemment, Tagawa est choisi pour incarner Heihachi Mishima dans Tekken, l'adaptation cinématographie de la franchise de jeux vidéo.
Il accepte de reprendre le rôle de Shang Tsung dans la deuxième saison de Mortal Kombat: Legacy, une web-série réalisée par Kevin Tancharoen, succédant ainsi à Johnson Phan qui interprétait le rôle dans la première saison.
Au cinéma, il a participé à de nombreux films comme Soleil levant, Nemesis, Le Fantôme du Bengale, Vampires, La neige tombait sur les cèdres, Le Dernier des Dragons, L'Art de la guerre, Pearl Harbor, La Planète des singes, Elektra, Mémoires d’une geisha, Balles de feu, Hatchi, 47 Ronin et Little Boy. 
Il prête sa voix au personnage de Hashi dans le film d'animation Kubo et l'Armure magique.
A la télévision, il tient quelques rôles récurrents et fait plusieurs apparitions dans les séries : MacGyver, Deux flics à Miami, Star Trek : La Nouvelle Génération, Clair de lune, Nash Bridges, Babylon 5, Alerte à Malibu, Sabrina, l'apprentie sorcière, Stargate SG-1, Walker, Texas Ranger, Poltergeist : Les Aventuriers du surnaturel, Revenge, Grimm, Heroes, Hawaii 5-0 et Perdus dans l'espace.
Il tient l'un des rôles principaux dans la série Le Maître du Haut Château, adaptation du roman de Philip K. Dick, celui du ministre Nobusuke Tagomi.

## Filmographie

### Cinéma
- 1986 : Les Aventures de Jack Burton dans les griffes du Mandarin de John Carpenter : Wing Kong Man - Extra
- 1987 : Le Dernier Empereur (L'ultimo imperatore), (The Last Emperor) de Bernardo Bertolucci : Chang
- 1988 : Jumeaux (Twins) d'Ivan Reitman : Homme oriental
- 1989 : Permis de tuer (Licence to Kill) de John Glen : Kwang, l'un des agents antidrogue de Hong-Kong
- 1991 : Dans les griffes du Dragon rouge (Showdown in Little Tokyo) de Mark L. Lester : Funekei Yoshida
- 1991 : Kickboxer 2 : Le Successeur (Kickboxer 2: The Road Back) d'Albert Pyun : Sanga
- 1992 : Sans rémission (American Me) d'Edward James Olmos : El Japo
- 1993 : Soleil levant (Rising Sun) de Philip Kaufman : Eddie Sakamura
- 1993 : Nemesis d'Albert Pyun : Angie-Liv
- 1995 : Mortal Kombat de Paul W. S. Anderson : Shang Tsung
- 1995 : Soldier Boyz, de Louis Mourneau : Vinh Moc
- 1996 : Le Fantôme du Bengale (The Phantom) de Simon Wincer : le Grand Kabai Sengh
- 1996 : Danger Zone d'Allan Eastman : Monsieur Chang
- 1997 : Mortal Kombat : Destruction finale (Mortal Kombat: Annihilation) de  John R. Leonetti : Shang Tsung (Flashback)
- 1998 : Vampires (John Carpenter's Vampires) de John Carpenter : David Deyo
- 1999 : La neige tombait sur les cèdres (Snow Falling on Cedars), de Scott Hicks : Zenhichi Miyamoto
- 1999 : Le Dernier des Dragons (Bridge of Dragons) : Général Ruochang
- 2000 : L'Art de la guerre (The Art of War) de Christian Duguay : David Chan
- 2001 : La Planète des singes (Planet of the Apes) de Tim Burton : Krull
- 2001 : Pearl Harbor de Michael Bay : Minoru Genda
- 2005 : Elektra de Rob Bowman : Roshi
- 2005 : Mémoires d'une geisha (Memoirs of a Geisha) de Rob Marshall : le baron
- 2007 : Balles de feu (Balls of Fury)  de  Robert Ben Garant : le mystérieux Asiatique
- 2009 : Tekken de Dwight H. Little : Heihachi Mishima
- 2009 : Hatchi de Lasse Hallström : Ken
- 2013 : 47 Ronin de Carl Erik Rinsch : Shogun Tsunayoshi Tokugawa
- 2014 : Tekken 2: Kazuya's Revenge de Wych Kaosayananda : Heihachi Mishima
- 2015 : L'Homme aux poings de fer 2 (The Man with the Iron Fists 2) de Roel Reiné : Lord Pi
- 2015 : Little Boy d'Alejandro Gómez Monteverde (en) : Hashimoto
- 2016 : Kubo et l'Armure magique : Hashi (voix)
- 2020 : Sky Sharks : Michael Morel
- 2021 : Reagan de Sean McNamara : Yasuhiro Nakasone

### Télévision
- 1986 - 1988 : Le Magicien (épisode 2 : Les Retrouvailles ; épisode 12 : Le Langage des étoiles) : homme de main de Troyan
- 1984 : Deux flics à Miami : Kenji Fujitsu / Tegoro (saison 4, épisode 9 / saison 5, épisode 7)
- 1988 : Star Trek : La Nouvelle Génération : Mandarin Bailiff (saison 1, épisode 1)
- 1989 : Clair de lune : Artist (saison 5, épisode 9)
- 1990 : Mission impossible, 20 ans après : Xang Kai (saison 2, épisode 17)
- 1992 : MacGyver (saison 2, épisode 17) : Asian Buyer
- 1992 : Raven : Hiroshi Osato (2 épisodes)
- 1992 : Alerte à Malibu (saison 2, épisode 13) : Mason Sato
- 1993 : Le Rebelle (épisode "Samurai") : Hirotaka
- 1993 : Space Rangers (6 épisodes) : Zylyn
- 1996 : Sabrina, l'apprentie sorcière (saison 1, épisode 10 : Amère victoire) : Tai Wai Tse
- 1995 : Babylon 5 : Morishi (saison 3, épisode 2) : Turghan
- 1996 : Nash Bridges : Lieutenant A.J. Shimamura (15 épisodes)
- 1997 : Stargate SG-1 (saison 1, épisode 3) : Turghan
- 1999 : Poltergeist : Les Aventuriers du surnaturel : (saison 3, épisode 17) : Sam Tanaka
- 2000 : Walker, Texas Ranger (saison 8, épisode 18) : Maître Ko
- 2007 : Heroes (saison 2, épisodes 6 et 7) : forgeron
- 2011 : Hawaii 5-0 : Hiro Noshimuri (2 épisodes)
- 2012 - 2013 : Revenge : Satoshi Takeda (6 épisodes)
- 2014 : Teen Wolf (série télévisée) (saison 3, épisode 17)
- 2015 - 2018 : Le Maître du Haut Château : Ministre Nobusuke Tagomi (30 épisodes)
- 2016 : Grimm (épisode "Inugami") : Takeshi Imura
- 2018 - présent : Perdus dans l'espace (Lost in Space) : Hiroki Watanabe

### Jeux vidéo
- 2019 : Mortal Kombat 11 : Shang Tsung (apparence et voix).